# Monosyntaxis affinis
Monosyntaxis affinis är en fjärilsart som beskrevs av Rothschild 1912. Monosyntaxis affinis ingår i släktet Monosyntaxis och familjen björnspinnare. Inga underarter finns listade i Catalogue of Life.